# Сантарен-Нову

Сантарен-Нову на карте штата.

Сантарен-Нову (порт. Santarém Novo) — муниципалитет в Бразилии, входит в штат Пара. Составная часть мезорегиона Северо-восток штата Пара. Входит в экономико-статистический микрорегион Брагантина. Население составляет 6141 человек на 2010 год. Занимает площадь 229,510 км². Плотность населения — 26,76 чел./км².

## История
Город основан 15 марта 1962 года. 

## Демография
Согласно сведениям, собранным в ходе переписи 2010 г. Национальным институтом географии и статистики (IBGE), население муниципалитета составляет:
| Полное население                               | Полное население                               | Полное население                               | Полное население                               | 6141  |
| ---------------------------------------------- | ---------------------------------------------- | ---------------------------------------------- | ---------------------------------------------- | ----- |
| в том числе:                                   | Городское население                            | 1809                                           | Процент городского населения, %                | 29,46 |
|                                                | Сельское население                             | 4332                                           | Процент сельского населения, %                 | 70,54 |
|                                                | Мужское население                              | 3211                                           | Процент мужского населения, %                  | 52,29 |
|                                                | Женское население                              | 2930                                           | Процент женского населения, %                  | 47,71 |
| Плотность населения, чел/км²                   | Плотность населения, чел/км²                   | Плотность населения, чел/км²                   | Плотность населения, чел/км²                   | 26,76 |
| Население муниципалитета в % к населению штата | Население муниципалитета в % к населению штата | Население муниципалитета в % к населению штата | Население муниципалитета в % к населению штата | 0,08  |

По данным оценки 2015 года население муниципалитета составляет 6437 жителей.

## Статистика
- Валовой внутренний продукт на 2003 год составляет 13 292 757,00 реалов (данные: Бразильский институт географии и статистики).
- Валовой внутренний продукт на душу населения на 2003 год составляет 2286,73 реалов (данные: Бразильский институт географии и статистики).
- Индекс развития человеческого потенциала на 2000 год составляет 0,642 (данные: Программа развития ООН).

## Важнейшие населенные пункты
| № | Населённый пункт       | Населённый пункт (порт.) | Категория | Население чел. (2010) | На карте                       |
| - | ---------------------- | ------------------------ | --------- | --------------------- | ------------------------------ |
| 1 | Сантарен-Нову          | Santarém Novo            | город     | 1809                  | 0°55′47″ ю. ш. 47°23′50″ з. д. |
| 2 | Сан-Жуан-ду-Пери-Мирин | São João do Peri-Mirim   | поселок   | 769                   | 0°53′18″ ю. ш. 47°19′44″ з. д. |
| 3 | Санту-Антониу          | Santo Antônio            | поселок   | 700                   | 0°56′53″ ю. ш. 47°20′02″ з. д. |
| 4 | Жутаизинью             | Jutaizinho               | поселок   | 450                   | 0°56′46″ ю. ш. 47°16′59″ з. д. |